# Pharcidia laminariicola
Pharcidia laminariicola är en svampart som beskrevs av Kohlm. 1973. Pharcidia laminariicola ingår i släktet Pharcidia och familjen Mycosphaerellaceae.   Inga underarter finns listade i Catalogue of Life.